# Edgar Prado
Edgar Prado (Lima, 10 de junio de 1967) es un destacado jinete peruano. 
El 6 de mayo del 2006, Prado monto a "Bárbaro" en la victoria del famoso Derby de Kentucky en Estados Unidos en su 132 aniversario y con una asistencia de más de 157,536 personas. Él ganó con 2 minutos y 1.39 segundos. Desde 1946, nadie había ganado por 6 1/2 cuerpos sobre otro jinete siendo este por segunda vez en la historia de este Derby de Kentucky, que se gana por esa diferencia. Es el primer latinoamericano en ganar por esa diferencia.
Otras victorias que tuvo Prado fue en 2002 y 2004, en el Belmont Stakes.
El Instituto Peruano del Deporte (IPD) aprobó en mayo del 2009, otorgarle los Laureles Deportivos en el grado de Gran Cruz.